# 天狼周

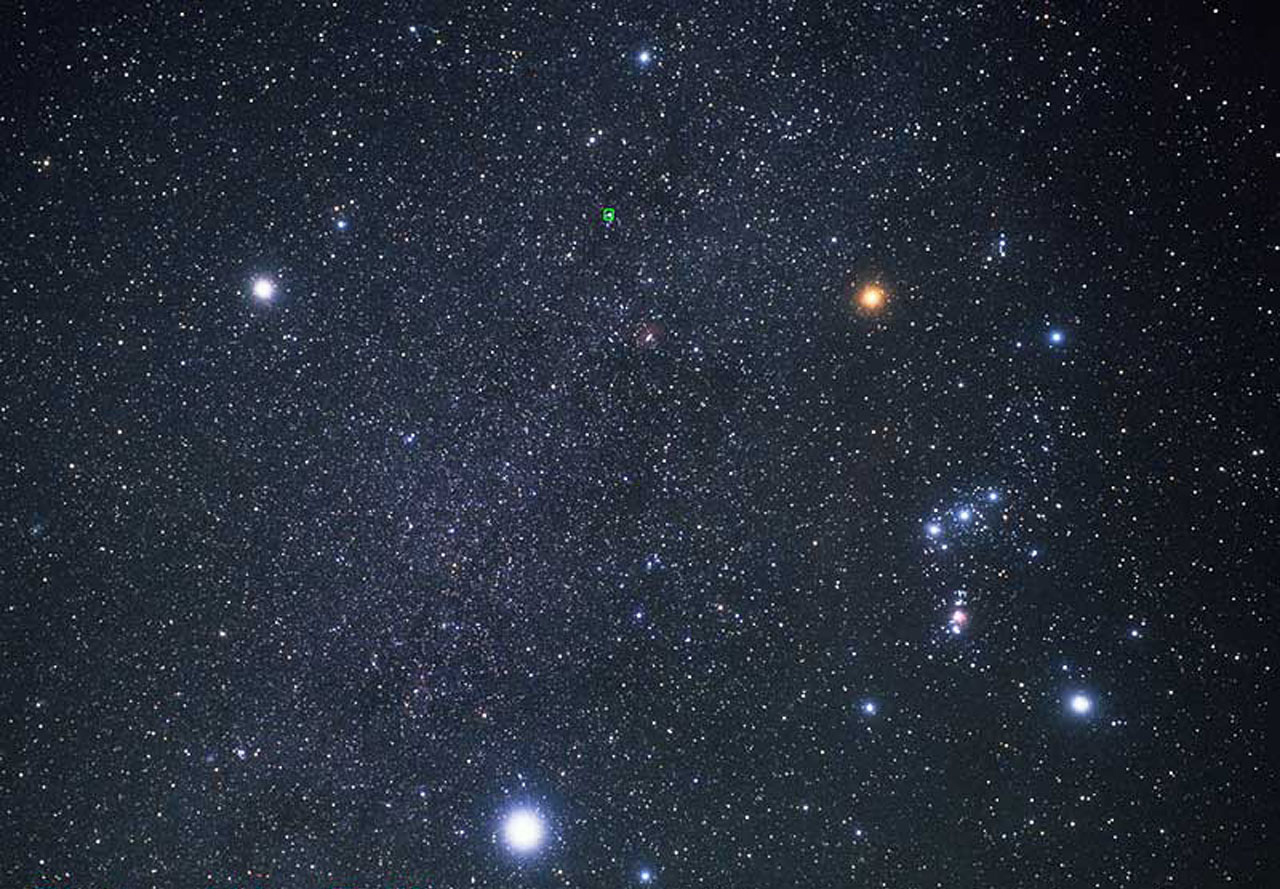
天狼星（底部）和獵戶座（右側）。冬季大三角是由北方冬季天空中最亮的三顆恆星形成：天狼星、參宿四（右上）和南河三（左上）。

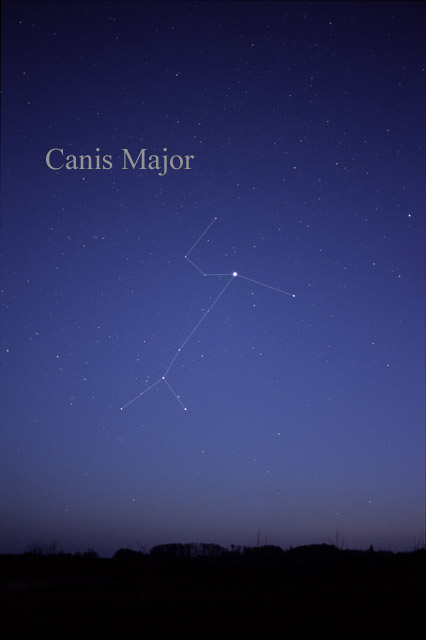
天狼星是從地球上觀察到的星座大犬座中最亮的恆星（為清晰起見，添加了線條）。

天狼周（Sothic cycle或Canicular period）是每一年365天的一種古埃及曆法的1461年，與每年365.25日的1460儒略年等長的循環週期。在天狼周中，365天的一年補足了短少了的時間，使天狼星偕日升再重回儒略年相同的日期（埃及語：或Sopdet，'Triangle'）：在儒略曆的7月19日。它是埃及學的一個重要方面，特別是關於古埃及曆法及其歷史的重建。埃及天文學記錄的這種位移可能是後來建立更準確的儒略曆和亞歷山大曆的基礎。

## 力學
古埃及的民用年，它的節日和宗教記錄反映了它在明亮恆星天狼星出現在夜空被認為是預示著一年一度的尼羅河氾濫 。但是，由於民用日曆正好是365天，直到西元前22年才包含閏年。使它的月份以每四年大約一天的速度在太陽年中向後「徘徊」；這幾乎完全對應於它對天狼年年份的位移（天狼年比儒略年長約一分鐘。）。365.25636天的恆星年僅對黃道（太陽穿過天空的視路徑）上的恆星有效，並且沒有自行，而天狼星的位置約在黃道下方40°，其自行和天赤道的擺動導致其偕日升之間的週期幾乎正好是365.25天長。在365天的曆法過程中，每四年穩定地損失一個相對日，這意味著「徘徊」日將在1461年之後回到相對於太陽年和天狼年的原始位置：古埃及曆1461年或儒略年1460年。

## 發現
這種曆法週期在古代是眾所周知的。肯索里努斯在西元238年的《論生辰》一書中描述了這一點，並表示這一週期在100年前的8月12日重新開始。在九世紀，辛塞勒斯（Syncellus）在《古埃及編年史》中重新體現了天狼周。早期埃及古物學家、皇家學會成員艾薩克·庫利莫爾（Isaac Cullimore）在1833年發表了一篇關於它的論述，其中他是第一個提出肯索里努斯捏造終點日期的人，並且它更有可能落在西元136年。他還計算出其發明的可能日期為西元前1600年左右。
在1904年，在庫利莫爾之後70年，愛德華·邁爾仔細梳理了已知的埃及銘文和書面材料，以找到任何提及天狼星黎明時分升起的日曆日期。他發現了其中的六個，許多傳統的古埃及歷史年表的日期都是基於這些日期。天狼星的偕日升被肯索里努斯記錄為發生在西元139年至西元142年之間的埃及元旦。
事實上，記錄本身指的是西元140年7月21日，但天文計算可以肯定地追溯到西元139年7月20日（儒略曆）。這使埃及曆與儒略曆相關聯。儒略閏日發生在西元140年，因此西元139年的新年首日是7月20日，而西元140年至142年的新年則是7月19日。因此，邁爾能够將觀測到天狼星偕日升的古埃及曆日期與「推測」天狼星偕日升的儒略曆日期進行比較，計算所需的閏日數，並確定從週期開始到觀測之間有多少年。
要從天文學上計算日期，還需要知道觀測的地點，因為觀測的緯度會在可以看到天狼星偕日升的那一天發生變化，而觀測的位置錯誤可能會使由此產生的年表偏離幾十年。已知官方的觀察是在赫里奧波里斯（或孟菲斯，靠近開羅），底比斯和象島（靠近阿斯旺），隨著天狼星的升起，在阿斯旺看到天狼星之後大約8天，在開羅才觀察到。
邁爾得出結論，古埃及曆法是在西元前4241年創建的。然而，最近的學術研究已經否定了這一說法。大多數學者要麼將他所依據的觀察結果向前移動一個天狼周的西元前2781年7月19日，或者拒絕邁爾所依賴的文件所表明天狼星偕日升的假設（p.  52）。

## 按時間順序解釋
對天狼星偕日升的三個具體觀測對於埃及的年表來說是極其重要的。第一個是前面提到的哲爾統治時期的象牙碑，據說它標誌著天狼周的開始，即天狼星在新年的同一天偕日升。如果這確實表明天狼周的開始，它必須追溯到大約西元前2773年7月17日（p.  51）。然而，這個日期對於哲爾的統治來說為時已晚，因此許多學者認為它表明天狼星的偕日升與埃及「陰曆」之間的相關性，而不是埃及的太陽曆，這將使石碑基本上沒有年代上的價值（p.  52）。
高奇“等人”（2017）聲稱，新發現的來自舊王國的天狼周的日期和隨後的天文學研究證實了天狼周模型。
第二個觀測結果顯然是指偕日升，據信可以追溯到辛努塞爾特三世的第七年。幾乎可以肯定這一觀察是在第十二王朝首都伊特塔威進行的，第十二王朝的年代從西元前1963年到西元前1786年。拉美西斯或都靈王表（都靈紙莎草文獻）說的213年（西元前1991-1778），派克將其縮減到206年（西元前1991-1785），基於西元前1872年7月17日作為天狼周起始日期（第12王朝的120年，添加閏日漂移30日）。在派克調查陰曆日期之前，第12王朝被定位為西元前2007-1794年的213年，第120年解釋為西元前1888年7月21年；然後是西元前2003-1790年，第120年解釋為1884年7月20日。
第三次觀察是在阿蒙霍特普一世統治時期，假設是在底比斯進行的，他的統治日期在西元前1525年至1504年之間。如果在孟菲斯，赫利奧波利斯或其它三角洲遺址製作，正如少數學者仍然在爭論的，第18王朝的整個年表需要延長約20年（p.  202）。

## 觀測過程和歲差
天狼周是兩個不同長度的週期相互作用在一起循環的具體例子，這裡稱為三元循環（tertiary cycle）。在數學上由公式定義為{\displaystyle {\frac {1}{a}}+{\frac {1}{b}}={\frac {1}{t}}}或調和平均數的一半。在天狼周的情況下，兩個週期是古埃及民用曆和天狼年。 
天狼年是天狼星在視覺上返回相對於太陽的相同位置的時間長度。以這種方式測量的年因軸向進動，即地軸相對於太陽的運動而變化。
當一顆恆星在日出時上升到當地地平線以上的指定高度時，可以標記恆星每年行進路徑的時間長度。這個高度不一定是第一個可能的能見度的高度，也不一定是觀察到的確切位置。在一年中，每一次連續的日出，恆星都會提前大約四分鐘上升到地平線附近選擇的相同高度。最終，無論選擇什麼高度，恆星都會在日出時返回相同的相對位置。這個時間長度可以稱為「觀察年」。平均而言，靠近黃道或黃道子午線的恆星將表現出接近恆星年365.2564天的觀測年。黃道和子午線將天空切割成四個象限。地軸的擺動，緩慢移動觀察者並改變其對事件的觀察。如果軸的擺動使觀測者更接近事件，則其觀測年將縮短。同樣的，當軸擺動使觀測者遠離事件時，觀測年可以延長。這取決於觀察到的現像是天空的哪個象限。
天狼年之所以引人注目，因為它的平均持續時間恰好是365.25天，發生在埃及統一前的4th millennium BCE。這個數值的緩慢變化也值得注意。如果前王朝時期的觀測和記錄可以得到保留，那麼將在1461年之後回到同一日曆日偕日升的天狼周，在中王朝將下降到大約1456年（儒略年）。If observations and records could have been maintained during predynastic times the Sothic rise would optimally return to the same calendar day after 1461 calendar years. 如果觀測和記錄能够在前王朝時期保持，那麼索蒂奇隆起將在1461行事曆年後最佳地恢復到同一行事曆日。如果人為地維持天狼周偕日升日期，而不是根據很少的觀察進行調整，其方法是每四年將慶祝這一事件的盛宴移動一天，也可以維持1461年的值。
人們已經注意到，並且天狼周證實，天狼星不會像其它恆星那樣在天空中逆行，這種被稱為歲差的廣泛現象：
Sirius remains about the same distance from the equinoxes – and so from the solstices – throughout these many centuries, despite precession. — J.Z. Buchwald (2003)
出於同樣的原因，天狼星的偕日升或中天不會像其它恆星那樣以每71.6年大約一天的歲差率滑過曆日，而是要慢得多。太陽年內的這種顯著穩定性可能是埃及人將其作為日曆基礎的原因之一。天狼星（Sirius）的偕日升與肯索里努斯報導的新年巧合地發生在7月20日左右，也就是夏至之後的一個月。
事實上，由於歲差的作用，天狼星的運動與其他恆星完全同步。因此，它相對於分點運動；365.25天的精確協定與儒略曆一致。而在儒略曆中的分點漂移，就是公曆改革的原因。

## 問題和批評
確定天狼星的偕日升日期已被證明是困難的，特別是考慮到需要知道觀測的確切緯度。另一個問題是，由於埃及曆每四年短少一天，因此連續四年都會在同一天出現偕日升，而對偕日升的任何觀測都可以追溯到這四年中的任何一年，這使得觀測不精確。
許多人對天狼周測年的可靠性提出了批評，有些嚴重到足以認為是有問題的。首先，沒有一項天文觀測的日期提到觀測到它們的特定法老，這迫使埃及古物學家只能根據一定數量的知情猜測的基礎上提供這些資訊。迫使埃及學家在一定數量的知情基礎上猜測與提供這些資訊。其次，在整個埃及歷史過程中，沒有關於民間曆法性質的資訊，這迫使埃及古物學家認為它幾千年來一直沒有變化；埃及人只需要在幾千年內進行一次曆法改革，這些計算就毫無價值。其他批評並不被認為是有問題的，例如，古埃及文字中沒有提到天狼周，這可能只是因為它對埃及人來說太明顯了，不值得提及，或者相關文字隨著時間的推移被銷毀或仍在等待發現。
馬克·范·德米羅普在他對年表和年代的討論中，根本沒有提到天狼周，並斷言當今大多數歷史學家都認為不可能提出早於西元前8世紀的確切日期。
最近有人聲稱米諾斯火山爆發標誌著第十八王朝的開始，因為在阿瓦裡斯廢墟中發現了米諾斯火山灰和浮石，這些灰燼和浮石標誌著希克索斯時代結束的地層中。因為樹木紀年學家的證據表明火山噴發發生在西元前1626年，這被認為表明天狼周的測年在第18王朝開始時已經偏離了0-80年。聲稱米諾斯火山噴發是在雅赫摩斯一世的「暴風雨石碑」上描述的，但一直受到彼得·詹姆斯 (歷史學家)等歷史學家的質疑。

## 註解
1. ↑  日期在公曆內緩慢變化，大約每四個世紀移動三天。現時它發生在8月初左右。

## 外部連結
- .  (第11版). London. 1911.